# Abe Attell
Abraham „Abe“ Washington Attell (* 22. Februar 1884 in San Francisco, Kalifornien; † 10. Februar 1970 in New Paltz, New York) war ein US-amerikanischer Boxer.
Der jüdische Attell war ein Konterboxer, der vor allem im Federgewicht kämpfte. 1901 boxte er gegen den Veteranen George Dixon unentschieden und gewann dann den Rückkampf. Aber erst durch Siege gegen Johnny Reagan und Harry Forbes 1903 und 1904 wurde er allgemein als Weltmeister anerkannt, bevor er kurz darauf via KO gegen Tommy Sullivan verlor. Sullivan sah sich dadurch als Weltmeister, Attell verwies darauf, dass beide über dem Gewichtslimit eingewogen hatten.
Als Attell 1906 Jimmy Walsh schlug, wurde er endgültig anerkannt. Ihm gelangen 21 Titelverteidigungen, unter anderem gegen Sullivan, Forbes, Kid Herman, Owen Moran und Johnny Kilbane.
1909 gewann außerdem sein jüngerer Bruder Monte Attell den Bantamgewichtsweltmeistertitel. Es war das erste Mal, dass Brüder gleichzeitig Weltmeistertitel hielten.
Im Februar 1912 verlor Abe Attell schließlich seinen Titel an Johnny Kilbane. Er boxte noch einige Jahre weiter, ohne jedoch nennenswerten Erfolg zu haben, so dass er 1917 vom Sport zurücktrat.
Er wurde später beschuldigt an der Manipulation der „World Series“ im Baseball 1919 beteiligt gewesen zu sein, wurde aber ebenso wie Arnold Rothstein mangels Beweisen freigesprochen.
Das Ring Magazine führt ihn als drittbesten Federgewichtler aller Zeiten nach Willie Pep und Terry McGovern, vor Sandy Saddler und Salvador Sánchez.
1990 fand Attell Aufnahme in die International Boxing Hall of Fame.